# Ефор
Εфор из Кима (грч. Ἔφορος), син Демофилов, рођен је у Кими, у еолској Малој Азији, између 408. и 405. године. Двапут је долазио у Атину и слушао Исократа. О његовом животу се готово ништа не зна осим да је одбио да посети двор Александра Великог. Написао је Општу историју (Ίστορίη κοινών πράξεων) у тридесет књига, и то од повратка Херакловаца као првог утврђеног догађаја све до опседања Перинта (год. 340). Што се дело завршавало баш тим догађајем, који није подесан да се њиме заврши такво дело, чини се да се тако догодило због пишчеве смрти. Да је писац дуже поживео, јамачно би дело друкчије било завршено, јер он је доживео целу владавину Филипову и Александров полазак у Азију. Да писац дело није довршио, види се и отуда што је после његове смрти тридесету књигу написао његов син Демофил (Diod. XVI 14, 3; Athen. VI 232). Ефор је био први историчар који је свој рад поделио на књиге.

## Дело
Као Теопомпово, и Ефорово дело импонује већ својом обимношћу: писац је хтео да Хеленима напише целу њихову историју, и он је у неку руку постао њихов Ливије. Он узима у обзир све државе и земље у којима су догађаји за просечног Хелена имали историјског значаја. У историји свога времена он је налазио униформну, само мало нијансирану манифестацију хеленске просечне културе, и његов рационалистички универсализам појављује се као природна последица општег изједначавања у опадању хеленске просвете. Ефор и његов нараштај осећали су да се основи потоње историје не постављају више у градским републикама, него изван њих. Поред универсализма, његова историографија, као и тадашња филозофија, носи и обележје етичке оријентисаности: она постаје похвала и осуда личности према њеној заслузи.
Ефор не излаже догађаје у аналистичком облику градске хронике, који нимало није подесан за универзалну историју, него κατά γένος (Diod. V 1), тј. сваку књигу израђује као једну целину с јединственим и заокруженим садржајем. Он је први историчар ο коме знамо да је сам своје дело поделио на књиге; свака књига имала је свој увод (Diod. XVI 76, 5), тако да се могла и посебно издати, и то је био веома важан напредак у економији историографије. Ефорова нарочита заслуга јесте у томе што је скупио и обрадио сву сгарију историографску књижевност: служио се Ксантом и Хелаником; из Херодота је готово дословце узимао поједине партије, а служио се и Ктесијом, те је из њега и поправљао Херодота; употребљавао је Тукидида и Ксенофонта, али и атидографе и многе локалне историчаре. Осим тога, скупио је и обрадио и старију географску књижевност, и зато ће га ценити географ Страбон; IV књига по свом географском садржају добила је име Европа.
Иако истиче важност истинитог приказивања догађаја (frg. 1 и 3 М), те је и био цењен као један од најсавеснијих писаца (Polyb. VI 45, XII 28; Joseph. С. Α. Ι 67), Ефор одбацује могућност потпуне тачности у излагању прошлости: „Који ο оном што се у наше време догодило најтачније говоре, њих сматрамо за најверодостојније, а који старе догађаје тако приповедају, за њих мислимо да су најмање веродостојни, јер се ни свих дела ни већег дела говора човек не може сећати после толико година“ (frg. 2). Το начело је сасвим оправдано, али се и прошлост може критички излагати и оцењивати кад се не мери мером садашњости, него мером која је њој иманентна, а то је Ефору недостајало. Њему и целом његову нараштају недостајаху не само величина и трезвеност у политичком мишљењу него и проницљивост за разабирање дубљих веза у великим развићима: иако су Пелопонески рат и рационалистичка просвећеност растурили предрасуде класне етике, Ефор ипак догађаје још оцењује с гледишта грађанског морала.
Написао још три списа:
- Ο стилу (Περί λέξεως),
- Спис ο завичају (Έπιχώριος sc. λόγος) и
- Проналасци (Ευρημάτων βιβλία β'), у којима је реч о почецима и зачетницима људске културе.